# 1 de maio
1 ou 1.º de maio é o 121.º dia do ano no calendário gregoriano (122.º em anos bissextos). Faltam 244 dias para acabar o ano.

## Eventos históricos

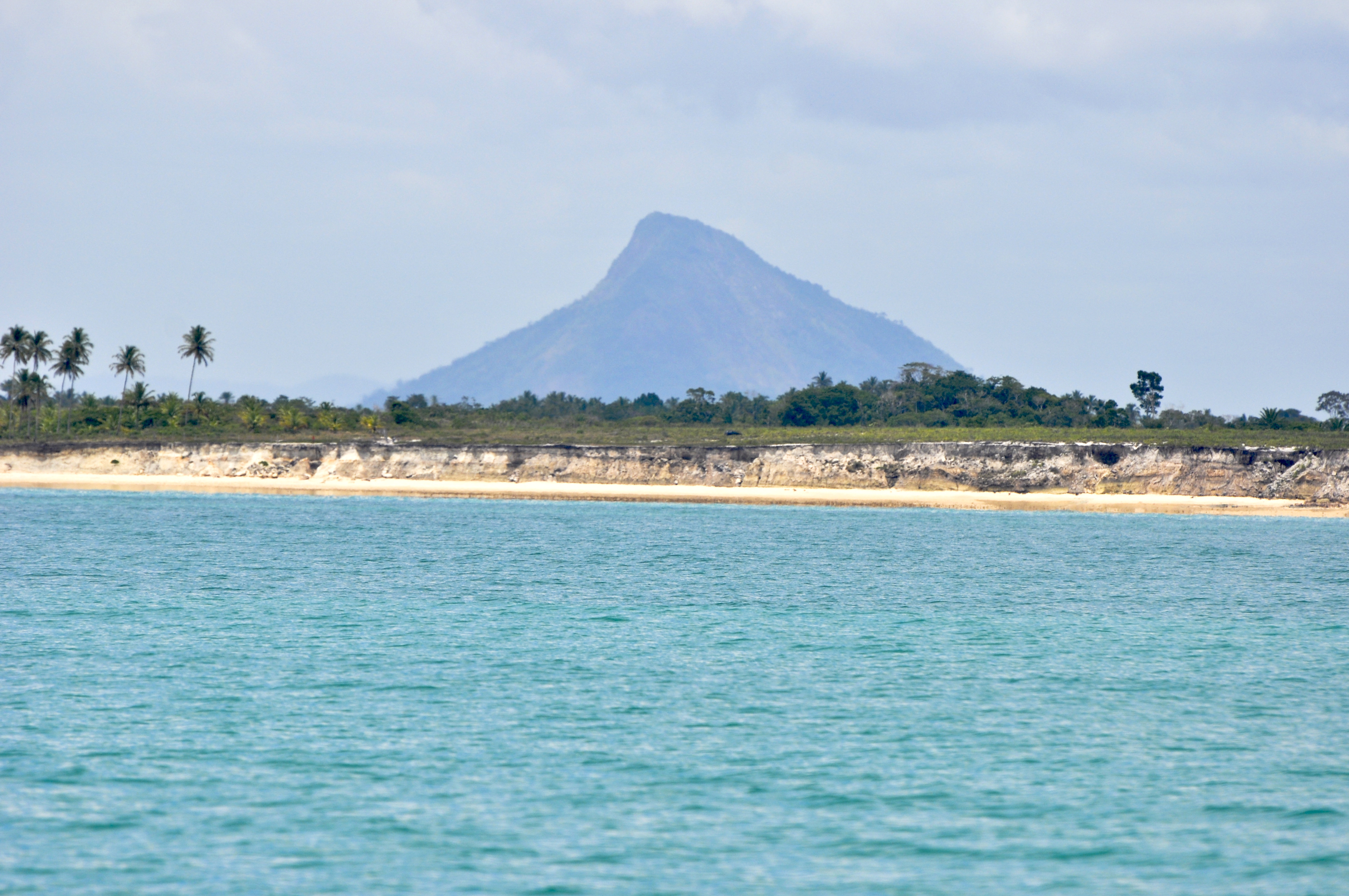
1500: "Ilha de Vera Cruz"

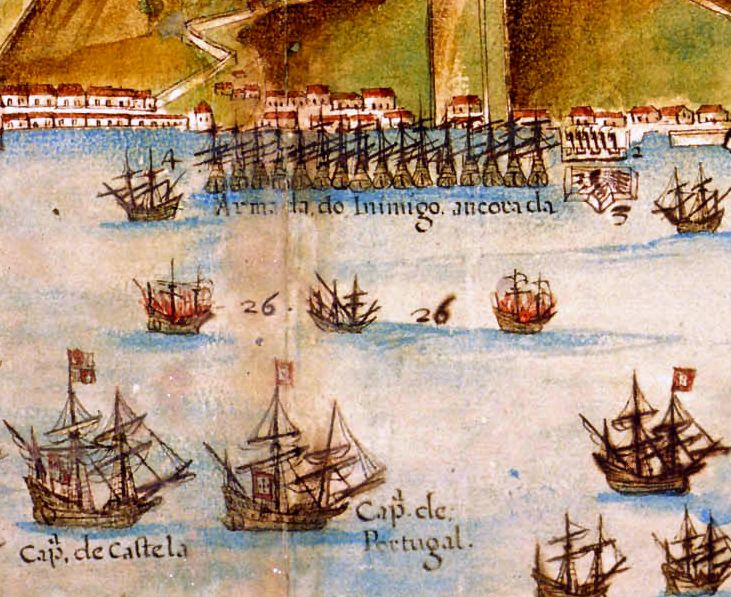
1625: Jornada dos Vassalos

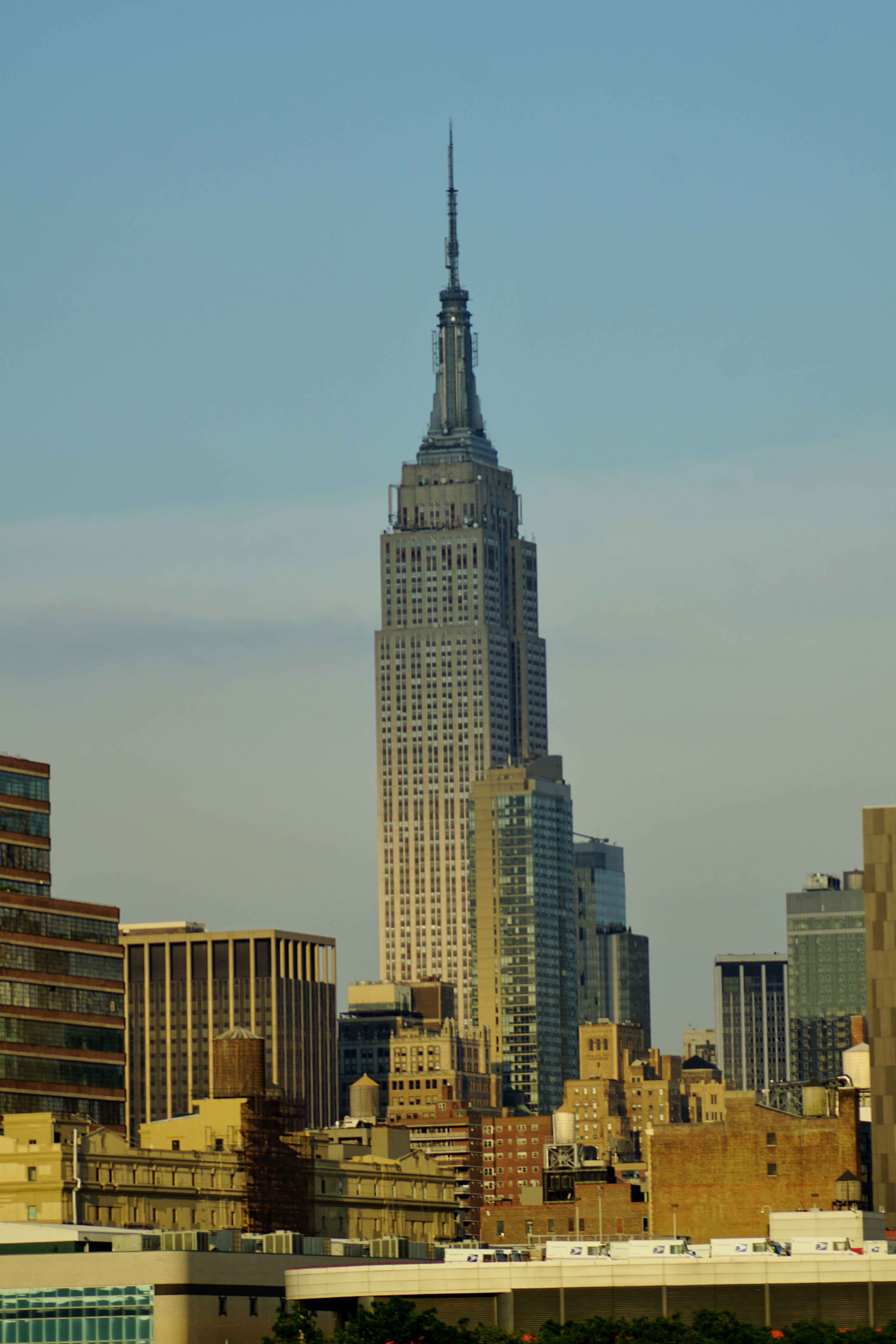
1931: Inauguração do Empire State Building

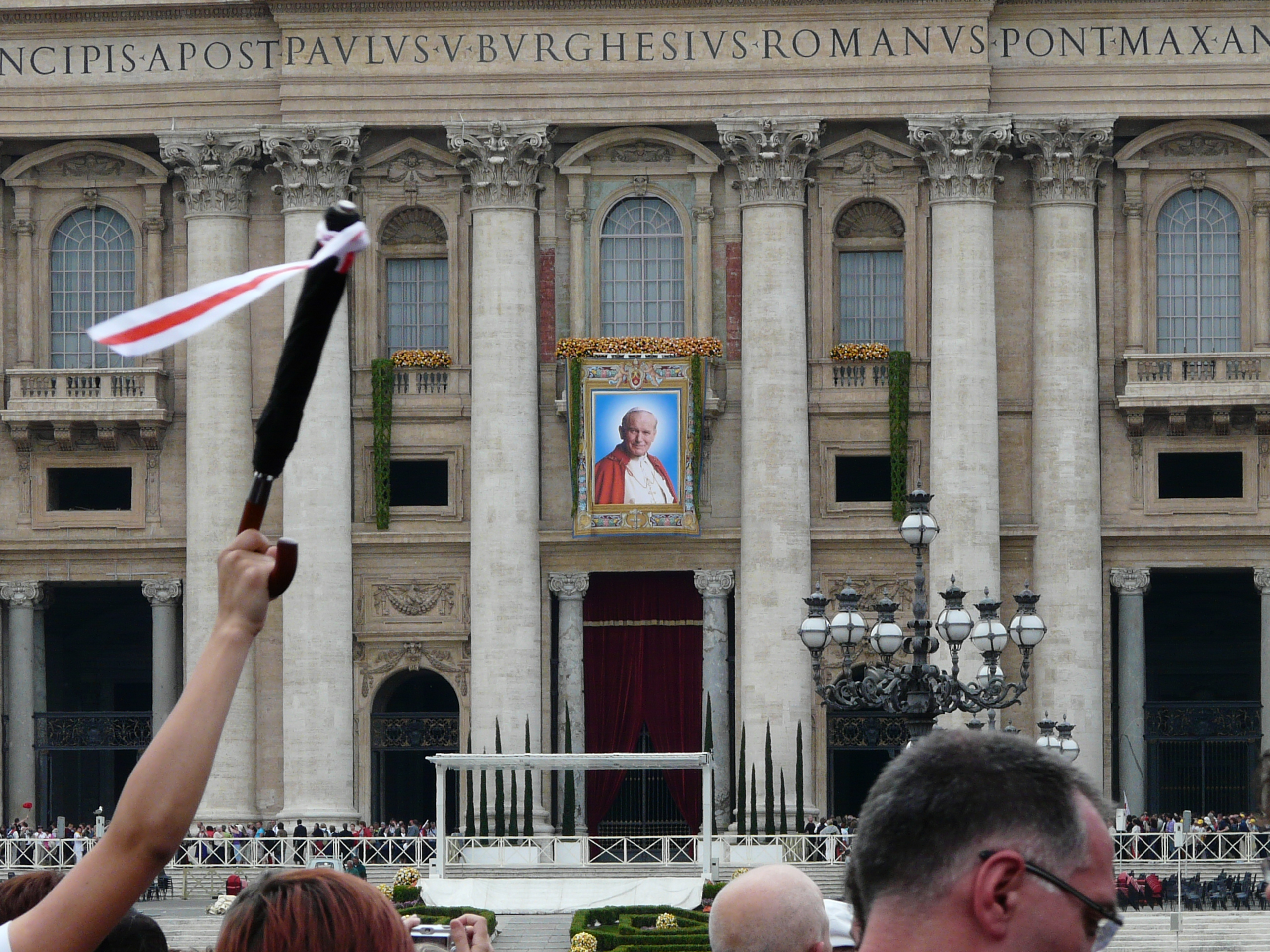
2011: Beatificação de João Paulo II

- 475 a.C. — Cônsul romano Públio Valério Publícola celebra um triunfo romano por sua vitória sobre os veios e os sabinos.
- 0305 — Diocleciano e Maximiano, imperadores de Roma, deixam de governar.
- 0524 — Sigismundo, rei da Borgonha, é executado em Orleães após um reinado de oito anos e é sucedido por seu irmão Gundemaro.
- 0880 — Inaugurada a Igreja Nova em Constantinopla, servindo de modelo para as posteriores igrejas em cruz inscrita ortodoxas.
- 1169 — Mercenários normandos desembarcam na baía de Bannow, em Leinster, marcando o início da Invasão normanda na Irlanda.
- 1328 — Término das Guerras de independência da Escócia; pelo Tratado de Edimburgo-Northampton, o Reino da Inglaterra reconhece o Reino da Escócia com um Estado independente.
- 1486 — Cristóvão Colombo apresenta seus planos para uma rota ocidental para as Índias à rainha Isabel I de Castela.
- 1500 — Pedro Álvares Cabral toma posse da "Ilha de Vera Cruz" (atual Brasil) em nome do rei Manuel II de Portugal.
- 1553 — Duarte da Costa é nomeado pelo rei João III de Portugal como governador-geral do Estado do Brasil em substituição a Tomé de Sousa.
- 1576 — Estêvão Báthory, príncipe da Transilvânia, casa com Ana Jagelão, princesa da Polônia, e se tornam governantes conjuntos como Rei e Rainha da Polônia e Grão-Duque e Grã-Duquesa da Lituânia, as nações que formam a República das Duas Nações.
- 1625 — Armada luso-espanhola da Jornada dos Vassalos reconquista Salvador na Bahia dos holandeses.
- 1707 — Entra em vigor o Tratado de União unindo o Reino da Inglaterra ao da Escócia para formar o Reino da Grã-Bretanha.
- 1753 — Publicação da Species Plantarum por Linnaeus e início formal da taxonomia vegetal adotado pelo Código Internacional de Nomenclatura Botânica.
- 1776 — Fundação da sociedade Illuminati em Ingolstadt (Alta Baviera, Sacro Império Romano-Germânico) por Adam Weishaupt.
- 1807 — A Lei do Comércio de Escravos de 1807 entra em vigor, abolindo o comércio de escravos dentro do Império Britânico.
- 1840 — Adotado o primeiro selo postal do mundo, o selo postal Penny Black, no Reino Unido da Grã-Bretanha e Irlanda.
- 1851 — Vitória do Reino Unido inaugura a Grande Exposição no Palácio de Cristal em Londres.
- 1863 — Guerra Civil dos Estados Unidos: início da Batalha de Chancellorsville.
- 1865 — Assinatura do Tratado da Tríplice Aliança pelo Brasil, Argentina e Uruguai.
- 1875 — Reinauguração do Alexandra Palace depois de ser destruído em um incêndio em 1873.
- 1886 — Início da greve geral nos Estados Unidos e manifestação nas ruas de Chicago. Os eventos que se seguiram motivaram a criação do Dia do Trabalhador.
- 1893 — Inauguração da Exposição Universal em Chicago.
- 1898 — Guerra Hispano-Americana: Batalha de Cavite: a Marinha dos Estados Unidos destrói a frota espanhola do Pacífico na primeira grande batalha da guerra.
- 1900 — O diplomata brasileiro Barão do Rio Branco, obtém da Comissão de Arbitragem em Genebra, na Suíça, a concessão do território do Amapá disputado pelo Brasil e pela França. O território é incorporado ao Estado do Pará com o nome de Araguari.
- 1915 — O RMS Lusitania parte da cidade de Nova Iorque em sua 202ª e última travessia do Atlântico Norte. Seis dias depois, o navio é torpedeado na costa da Irlanda com a perda de 1 198 vidas.
- 1919 — Tropas alemãs entram em Munique para acabar com a República Soviética da Baviera.
- 1930 — O planeta anão Plutão é oficialmente nomeado por Vesto Slipher.
- 1931 — Inauguração do Empire State Building, em Nova Iorque.
- 1941
  - A Justiça do Trabalho no Brasil é criada pelo presidente Getúlio Vargas.
  - Segunda Guerra Mundial: as forças alemãs lançam um grande ataque durante o Cerco de Tobruque.
- 1943 — Sancionada pelo presidente brasileiro Getúlio Vargas a Consolidação das Leis do Trabalho.
- 1945
  - Segunda Guerra Mundial: partisans iugoslavos libertam Trieste.
  - Segunda Guerra Mundial: a Força Expedicionária Brasileira ocupa Turim, Itália.
  - Segunda Guerra Mundial um locutor alemão anuncia oficialmente que Adolf Hitler "caiu em seu posto de comando na Chancelaria do Reich lutando até o último suspiro contra o bolchevismo e pela Alemanha". A bandeira soviética é hasteada na Chancelaria do Reich, por ordem de Stalin.
  - Segunda Guerra Mundial: milhares de pessoas morrem em um suicídio coletivo de Demmin após o avanço do Exército Vermelho.
- 1946 — A Conferência de Paz de Paris conclui que as ilhas do Dodecaneso devem ser devolvidas à Grécia pela Itália.
- 1950 — Guam é organizado como uma comunidade dos Estados Unidos.
- 1956
  - A vacina contra poliomielite desenvolvida por Jonas Salk é disponibilizada ao público.
  - Um médico japonês relata uma "epidemia de uma doença desconhecida do sistema nervoso central", marcando a descoberta oficial da Doença de Minamata.
- 1960 — Guerra Fria: Incidente com avião U2: Francis Gary Powers, em um avião de reconhecimento Lockheed U-2, é derrubado sobre a União Soviética, provocando uma crise diplomática.
- 1961 — O Primeiro-ministro de Cuba, Fidel Castro, proclama o país como nação socialista.
- 1971 — Central Nuclear Almirante Álvaro Alberto (CNAAA) complexo formado por um conjunto de usinas nucleares (Angra 1, Angra 2 e Angra 3) é inaugurada.
- 1974 — Revolução dos Cravos: o Campo de Concentração do Tarrafal é encerrado.
- 1982 — A Força Aérea Real ataca a Força Aérea Argentina durante a Guerra das Malvinas.
- 1994 — Um Grave acidente provoca a morte do tricampeão mundial de Fórmula 1 Ayrton Senna no Grande Prêmio de San Marino.
- 1999
  - O corpo do alpinista britânico George Mallory é encontrado no Monte Everest, 75 anos após seu desaparecimento em 1924.
  - Primeira aparição do personagem SpongeBob SquarePants (conhecido no Brasil como "Bob Esponja Calça Quadrada") criado pelo cartunista e biólogo Stephen Hillenburg, no canal infantil Nickelodeon.
- 2001 — A presidente filipina Gloria Macapagal-Arroyo declara a existência de "um estado de rebelião", horas depois que milhares de partidários de seu antecessor preso, Joseph Estrada, atacam o palácio presidencial no auge da rebelião da EDSA Tres.
- 2002 — OpenOffice.org lança a versão 1.0, a primeira versão estável do software.
- 2003 — Invasão do Iraque: No que ficou conhecido como o discurso "Missão Cumprida", a bordo do USS Abraham Lincoln (ao largo da costa da Califórnia), o presidente dos Estados Unidos, George W. Bush, declara que "as principais operações de combate no Iraque terminaram". Na realidade seria a primeira etapa do que se tornaria um longo conflito, a Guerra do Iraque.
- 2004 — Passam a integrar a União Europeia os seguintes países: Chéquia, Chipre, Eslováquia, Eslovênia, Estônia, Hungria, Letônia, Lituânia, Malta e Polônia
- 2006
  - Criação oficial no Brasil da Confederação Brasileira de Muaythai Tradicional (CBMTT).
  - Evo Morales, presidente boliviano, decreta a nacionalização dos hidrocarbonetos (gás natural e petróleo) e tropas do exército boliviano ocupam uma das instalações da Petrobrás naquele país.
- 2008 — China inaugura a maior ponte marítima do mundo, chamada Ponte da Baía de Hangzhou, com 36 km de comprimento.
- 2009 — Legalização na Suécia do casamento entre pessoas do mesmo sexo.
- 2011 — O Papa João Paulo II é beatificado por seu sucessor, o Papa Bento XVI.
- 2019 — Naruhito ascende ao trono do Japão sucedendo seu pai Akihito, iniciando o período Reiwa.

## Nascimentos

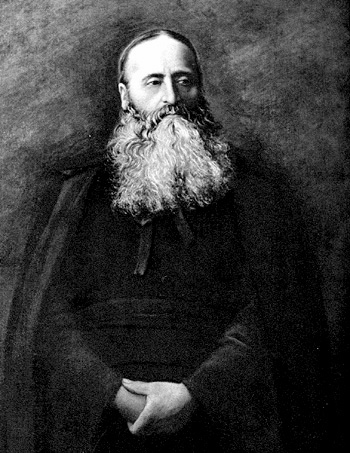
Marie-Alphonse Ratisbonne

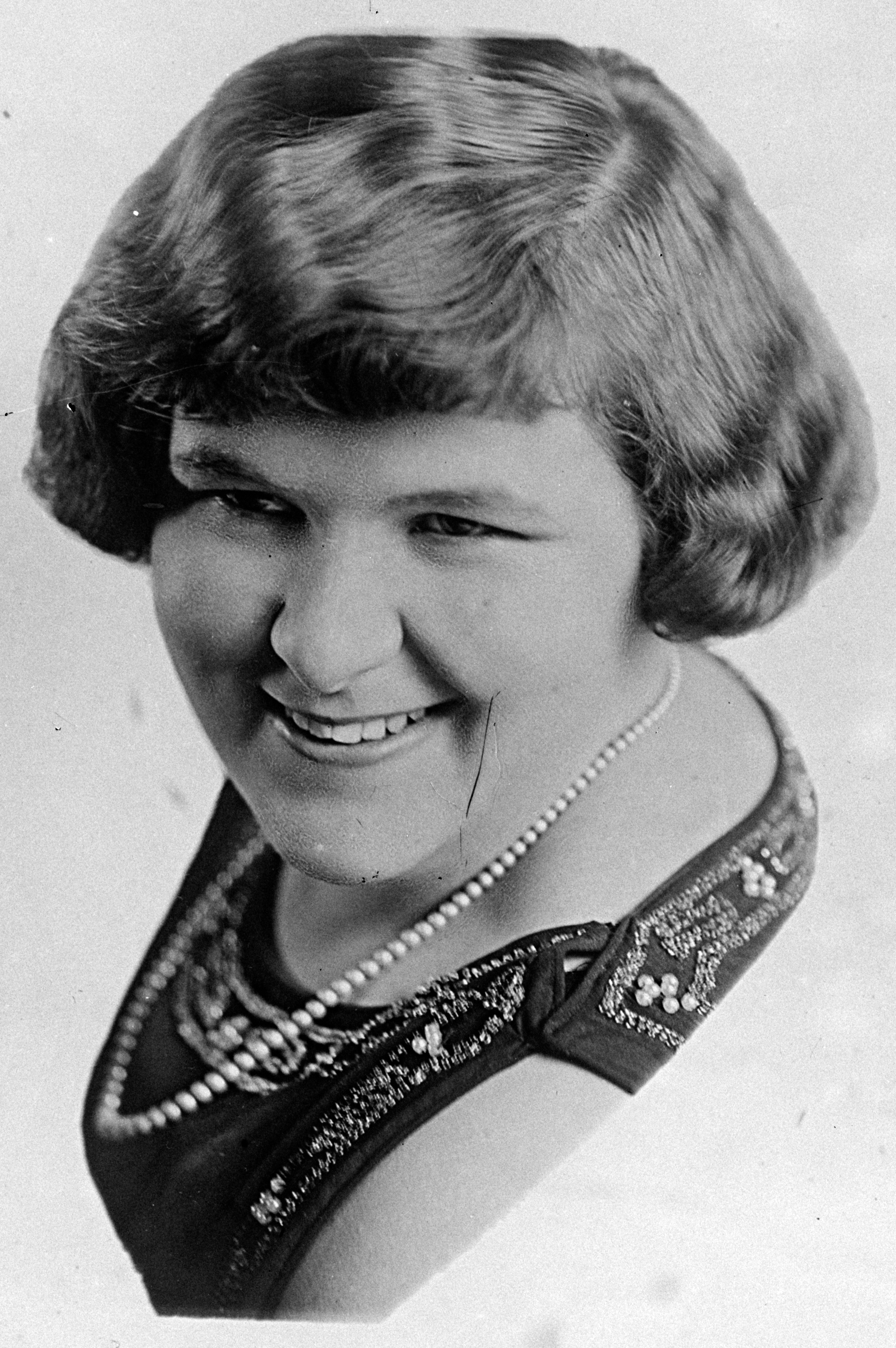
Kate Smith

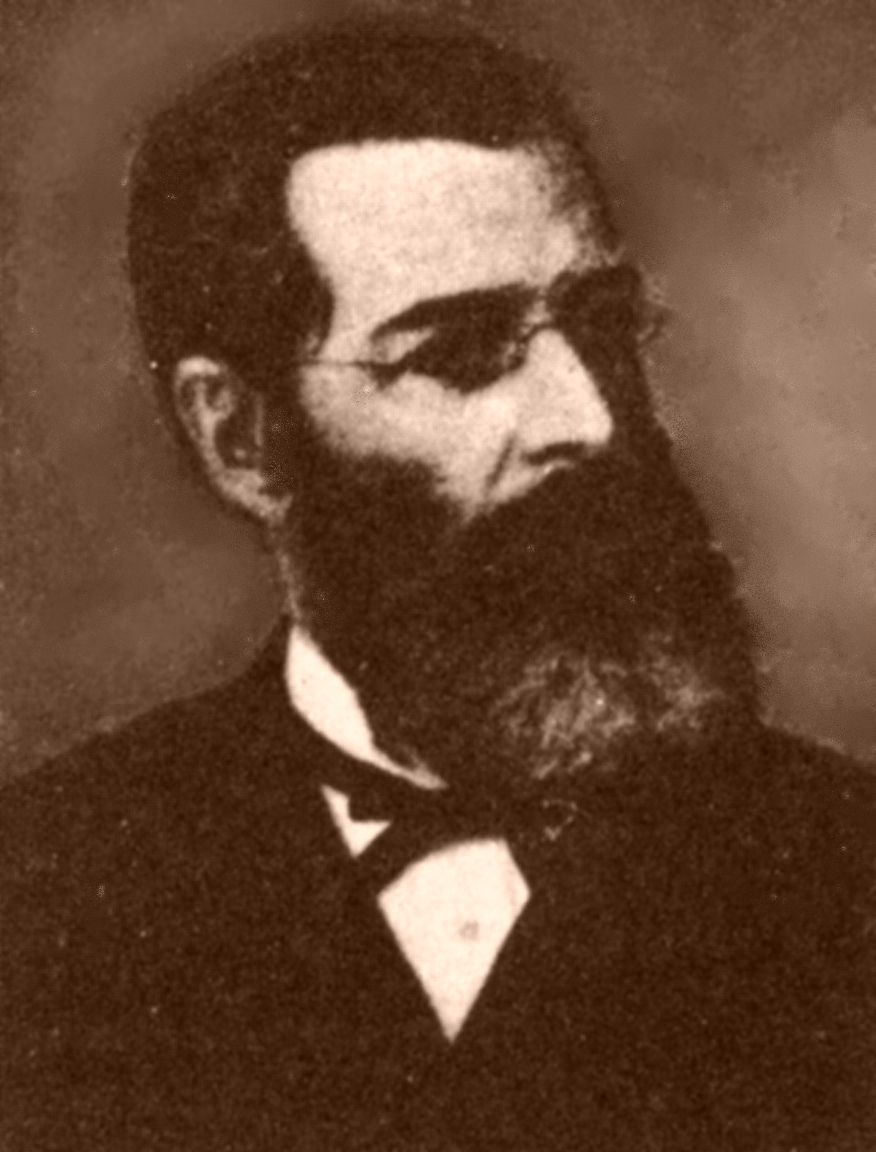
José de Alencar

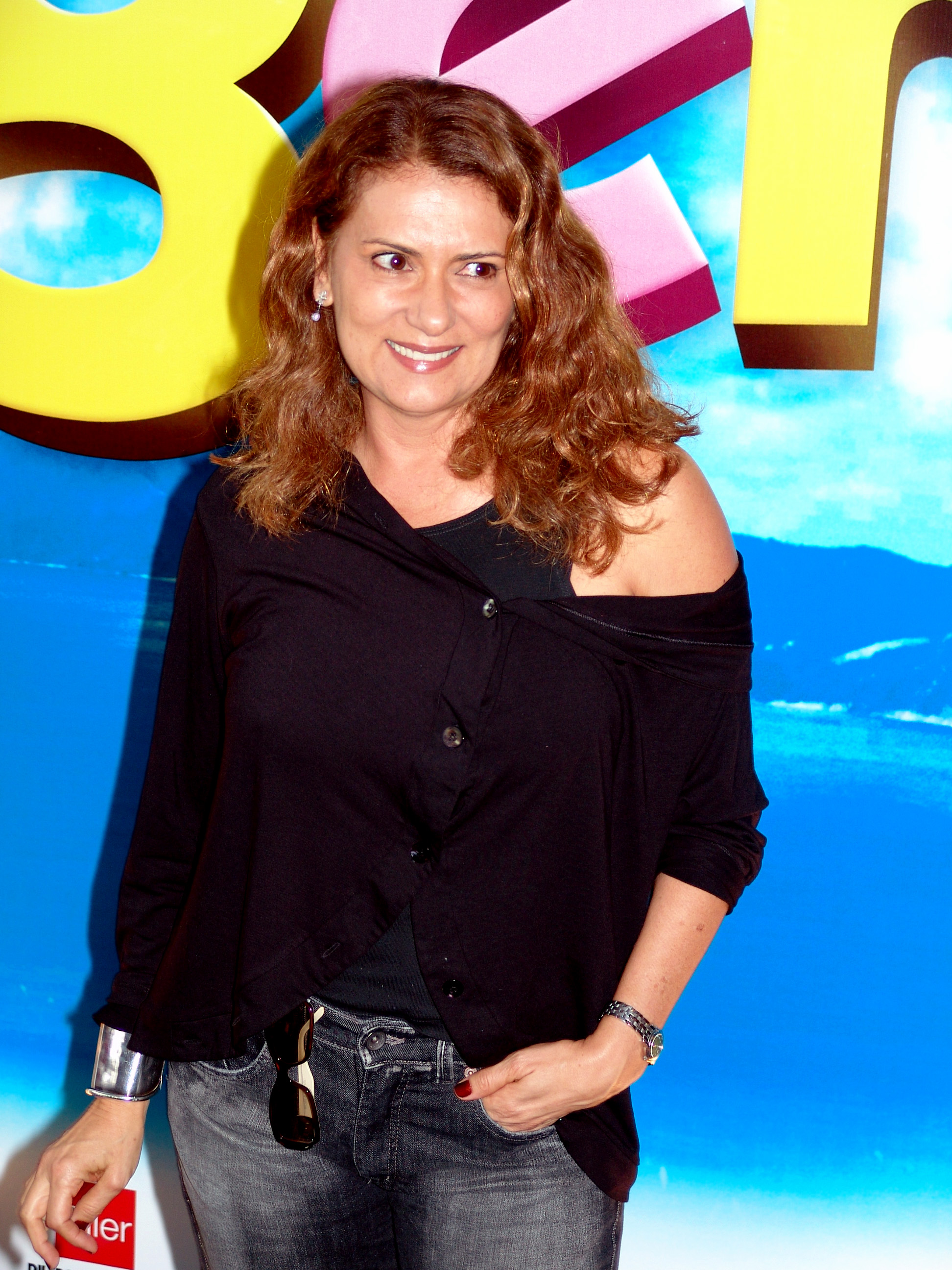
Patrícya Travassos

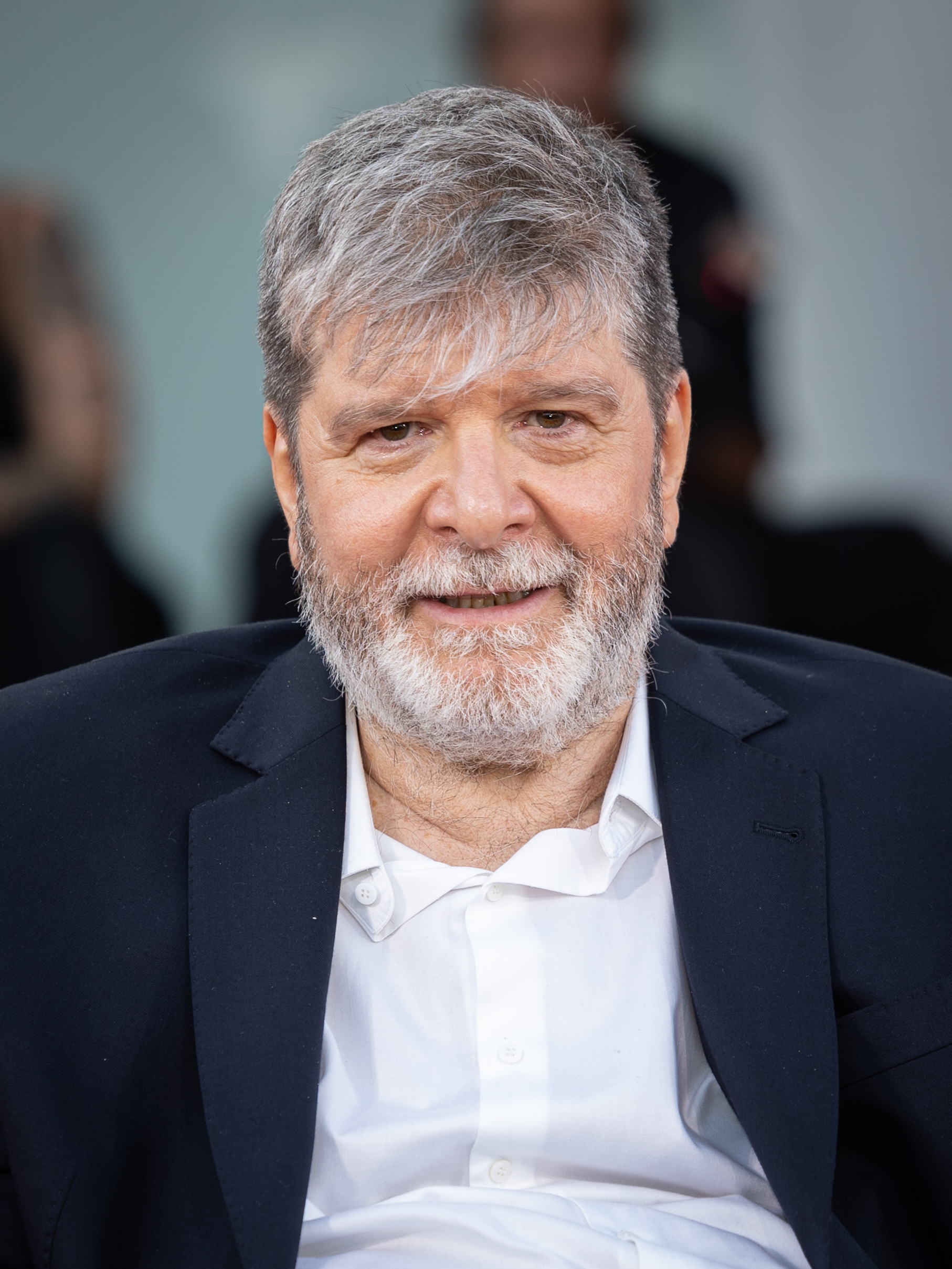
Marcelo Rubens Paiva

### Anteriores ao século XIX
- 1218 — Rodolfo I da Germânia (m. 1291).
- 1225 — João de Joinville, escritor francês (m. 1317).
- 1238 — Magno VI da Noruega (m. 1280).
- 1285 — Edmundo Fitzalan, político inglês (m. 1326).
- 1326 — Rinchinbal Khan, imperador mongol (m. 1332).
- 1527 — Johannes Stadius, astrônomo, astrólogo e matemático alemão (m. 1579).
- 1545 — Franciscus Junius, teólogo francês (m. 1602).
- 1591 — Johann Adam Schall von Bell, missionário jesuíta alemão (m. 1666).
- 1602 — William Lilly, astrólogo inglês (m. 1681)
- 1626 — António Álvares da Cunha, político português (m. 1690).
- 1665 — Isabel Albertina de Anhalt-Dessau, duquesa de Saxe-Weissenfels-Barby (m. 1706).
- 1672 — Joseph Addison, ensaísta, poeta, dramaturgo e político britânico (m. 1719).
- 1730 — Joshua Rowley, almirante inglês (m. 1790).
- 1731 — Ulrica Luísa de Solms-Braunfels, nobre alemã (m. 1792)
- 1750 — Francisco Antônio de Oliveira Lopes, revolucionário brasileiro (m. 1794).
- 1759 — Jakob Albrecht, clérigo norte-americano (m. 1808).
- 1769 — Arthur Wellesley, 1.º Duque de Wellington (m. 1852).

### Século XIX
- 1811 — Andreas Laskaratos, poeta e escritor grego (m. 1901)
- 1814 — Marie-Alphonse Ratisbonne, sacerdote e missionário católico francês (m. 1884).
- 1827 — Jules Breton, pintor francês (m. 1906).
- 1824 — Alexander William Williamson, químico britânico (m. 1904).
- 1825 — Johann Jakob Balmer, matemático e físico suíço (m. 1898).
- 1828 — Adelardo López de Ayala, dramaturgo, escritor e político espanhol (m. 1879).
- 1829 — José de Alencar, escritor e político brasileiro (m. 1877).
- 1831 — Emily Stowe, médica e ativista canadense (m. 1903).
- 1846 — Jean-Joseph Weerts, pintor francês (m. 1927).
- 1852
  - Santiago Ramón y Cajal, cientista neurológico espanhol (m. 1934).
  - Jane Calamidade, aventureira estadunidense (m. 1903).
- 1862 — Marcel Prévost, romancista e dramaturgo francês (m. 1941).
- 1864 — Anna Jarvis, fundadora norte-americana do Dia das Mães (m. 1948)
- 1868
  - Afonso Arinos de Melo Franco, jornalista, escritor e jurista brasileiro (m. 1916).
  - Frederico Carlos de Hesse (m. 1940).
- 1871
  - Seakle Greijdanus, teólogo neerlandês (m. 1948).
  - Emiliano Chamorro Vargas, político da Nicarágua (m. 1966).
- 1872 — Sidónio Pais, político português (m. 1918).
- 1874 — Romaine Brooks, pintora ítalo-americana (m. 1970).
- 1880 — Eurípedes Barsanulfo, professor, jornalista e médium brasileiro (m. 1918).
- 1881 — Teilhard de Chardin, padre, arqueólogo e filósofo francês (m. 1955).
- 1885 — Károly Levitzky, remador húngaro (m. 1978).
- 1895 — Nikolai Yezhov, militar e político russo (m. 1940).
- 1896 — Herbert Backe, político alemão (m. 1945).

### Século XX

#### 1901–1950
- 1901 — Heinz Roemheld, compositor estadunidense (m. 1985).
- 1902 — Henri Hoevenaers, ciclista belga (m. 1958).
- 1904 — Joel de Oliveira Monteiro, futebolista brasileiro (m. 1990).
- 1906 — Josephine Dunn, atriz estadunidense (m. 1983).
- 1907 — Kate Smith, cantora estadunidense (m. 1986).
- 1908 — Giovannino Guareschi, jornalista e humorista italiano (m. 1968).
- 1909
  - Yiannis Ritsos, poeta grego (m. 1990).
  - Endel Puusepp, militar estoniano (m. 1996).
- 1912 — Azis Simão, sociólogo brasileiro (m. 1990).
- 1913 — Walter Susskind, maestro tcheco (m. 1980).
- 1914 — Rudolf Gellesch, futebolista alemão (m. 1990).
- 1915
  - Hoàng Văn Thái, político e militar vietnamita (m. 1986).
  - Michael Dillon, médico e autor britânico (m. 1962).
- 1916 — Glenn Ford, ator estadunidense (m. 2006).
- 1917 — Danielle Darrieux, atriz e cantora francesa (m. 2017).
- 1919 — John Meredyth Lucas, roteirista, diretor e produtor de televisão norte-americano (m. 2002).
- 1922
  - Predrag Đajić, futebolista bósnio (m. 1979).
  - Otto Lara Resende, jornalista brasileiro (m. 1992).
  - Sofia de Oliveira Ferreira, política portuguesa (m. 2010).
- 1923
  - Joseph Heller, escritor estadunidense (m. 1999).
  - Antonio Maria Mucciolo, religioso italiano (m. 2012).
  - Fernando Cabrita, futebolista e treinador de futebol português (m. 2014).
- 1924 — Grégoire Kayibanda, político ruandês (m. 1976).
- 1926 — Doug Cowie, futebolista e treinador de futebol britânico (m. 2021).
- 1927
  - Albert Zafy, político malgaxe (m. 2017).
  - Bernard Vukas, futebolista croata (m. 1983).
- 1928
  - Marcelo Pinto Carvalheira, bispo brasileiro (m. 2017).
  - Delfim Netto, político e economista brasileiro (m. 2024).
  - Desmond Titterington, automobilista britânico (m. 2002).
  - Azzeddine Laraki, político marroquino (m. 2010).
- 1929 — Ralf Dahrendorf, filósofo, político e sociólogo alemão (m. 2009).
- 1934
  - Haroldo de Andrade, radialista brasileiro (m. 2008).
  - Cuauhtémoc Cárdenas, político mexicano.
- 1939 — Judy Collins, cantora norte-americana.
- 1940 — Fakhruddin Ahmed, político e economista bengali.
- 1941 — Jorge Arrate, político, advogado, economista, professor universitário e escritor chileno.
- 1942
  - Benedito de Lira, político brasileiro (m. 2025).
  - Jed Graef, ex-nadador estadunidense.
- 1943 — Odilon Polleunis, ex-futebolista belga (m. 2023).
- 1945 — Rita Coolidge, cantora estadunidense.
- 1946
  - John Woo, cineasta chinês.
  - Joanna Lumley, atriz britânica.
  - Arthur Max, diretor de arte norte-americano.
- 1947 — Danilo Popivoda, futebolista esloveno (m. 2021).
- 1948 — Carlos Alberto Sicupira, empresário brasileiro.
- 1949
  - Stanisław Zając, político e advogado polonês (m. 2010).
  - Jim Clench, músico canadense (m. 2010).
  - Gilson Paulo, treinador de futebol brasileiro.
  - Fayez al-Tarawneh, político e diplomata jordaniano (m. 2021).
  - Paul Teutul, Sr., empresário norte-americano.
- 1950 — John Diehl, ator estadunidense.

#### 1951–2000
- 1951 — Geoff Lees, ex-automobilista britânico.
- 1952
  - Iossif Dorfman, enxadrista franco-ucraniano.
  - Paulo Brant, economista, professor, engenheiro civil e político brasileiro.
- 1953
  - Mayumi Aoki, ex-nadadora japonesa.
  - Glen Ballard, produtor musical e compositor norte-americano.
  - Tamás Szombathelyi ex-pentatleta húngaro.
- 1954 — Ray Parker Jr., cantor, compositor e produtor musical estadunidense.
- 1955
  - Patrícya Travassos, atriz e roteirista brasileira.
  - Bob Lenarduzzi, ex-futebolista, treinador de futebol e dirigente esportivo canadense.
  - Rodoljub Roki Vulović, cantor sérvio-bósnio.
- 1956
  - Faustino Fudut Imbali, político guineense.
  - Ahmad Zia Massoud, político afegão.
- 1958
  - Patrice Talon, político e empresário beninense.
  - Miguel Portas, jornalista e político português (m. 2012).
- 1959
  - Marcelo Rubens Paiva, escritor e jornalista brasileiro.
  - Gustavo Ferrín, treinador de futebol uruguaio.
- 1960 — Peter Mikkelsen, árbitro de futebol dinamarquês (m. 2019).
- 1961
  - Luis Capurro, ex-futebolista equatoriano.
  - Saint-Joseph Gadji-Celi, ex-futebolista e cantor marfinense.
- 1962 — Hans Simonsson, ex-tenista sueco.
- 1963
  - Laura Carneiro, advogada e política brasileira.
  - Guilherme de Luxemburgo.
  - Màrius Serra i Roig, escritor, jornalista, apresentador e enigmista espanhol.
  - Daniel Carreño, treinador de futebol e ex-futebolista uruguaio.
- 1964 — Sarah Chatto, membro da família real britânica.
- 1965
  - Carlos Machado, ator, modelo e dentista brasileiro.
  - Tiririca, cantor, compositor, humorista e político brasileiro.
- 1966
  - Olaf Thon, ex-futebolista alemão.
  - Charlie Schlatter, ator estadunidense.
  - Abdel Hakim Belhadj, político e militar líbio.
- 1967 — Yael Arad, ex-judoca israelense.
- 1968
  - Oliver Bierhoff, ex-futebolista e dirigente esportivo alemão.
  - D'arcy Wretzky, baixista norte-americana.
- 1969 — Wes Anderson, cineasta estadunidense.
- 1970
  - Fernanda Young, escritora e roteirista brasileira (m. 2019).
  - Pasquale Gravina, ex-jogador de vôlei italiano.
  - Salvador del Solar, ator, advogado e político peruano.
- 1972
  - Julie Benz, atriz estadunidense.
  - Bailey Chase, ator norte-americano.
  - Ramzi Binalshibh, terrorista iemenista.
- 1973 — Oliver Neuville, ex-futebolista alemão.
- 1975
  - Christian Manfredini, ex-futebolista marfinense.
  - Aleksey Smertin, ex-futebolista russo.
  - Marc-Vivien Foé, futebolista camaronês (m. 2003).
  - Yan, ex-futebolista brasileiro.
- 1977 — Aurtis Whitley, ex-futebolista trinitário.
- 1978 — Isaac Okoronkwo, ex-futebolista nigeriano.
- 1980
  - Ana Claudia Talancón, atriz mexicana.
  - Inês Henriques, marchadora portuguesa.
  - Jan Heylen, automobilista belga.
- 1981
  - Lenilson, futebolista brasileiro.
  - Alyaksandar Hleb, ex-futebolista bielorrusso.
- 1982
  - Jamie Dornan, ator, modelo e músico britânico.
  - Tommy Robredo, ex-tenista espanhol.
  - Beto Pimparel, ex-futebolista português.
  - Darijo Srna, ex-futebolista croata.
  - Katya Zamolodchikova, drag-queen e apresentadora americana.
- 1983 — Alain Bernard, ex-nadador francês, campeão olímpico.
- 1985 — Chad Mendes, lutador estadunidense.
- 1986
  - Cassie Jaye, diretora e produtora de cinema norte-americana.
  - Christian Benítez, futebolista equatoriano (m. 2013).
  - Chris Coy, ator norte-americano.
  - Bruno Teles, ex-futebolista brasileiro.
  - Mamadou Samassa, ex-futebolista malinês.
  - Georges Ambourouet, futebolista gabonês.
- 1987
  - Shahar Pe'er, ex-tenista israelense.
  - Leonardo Bonucci, futebolista italiano.
- 1988
  - Anushka Sharma, atriz indiana.
  - Joe Hendry, wrestler britânico.
- 1989
  - May Mahlangu, futebolista sul-africano.
  - Armindo Fonseca, ex-ciclista francês.
  - Alexander Grünwald, futebolista austríaco.
- 1990
  - Caitlin Stasey, atriz australiana.
  - Diego Contento, ex-futebolista alemão.
- 1991
  - Abdisalam Ibrahim, futebolista somali-norueguês.
  - Bartosz Salamon, futebolista polonês.
- 1992
  - Dellatorre, futebolista brasileiro.
  - Matěj Vydra, futebolista tcheco.
- 1993
  - Jean-Christophe Bahebeck, futebolista francês.
  - Jean Deretti, futebolista brasileiro.
  - Anastasia Belyakova, pugilista russa.
- 1994
  - Wallace, futebolista brasileiro.
  - Edgar Ié, futebolista português.
  - Khamzat Chimaev, lutador sueco-russo.
  - Krisztián Tóth, judoca húngaro.
- 1995
  - Andressinha, futebolista brasileira.
  - Thanapon Aiemkumchai, ator e cantor tailandês.
- 1996 — François Kamano, futebolista guineano.
- 1997 — Ariel Gade, atriz estadunidense.
- 1998 — Mahalia, cantora, compositora e atriz britânica.
- 1999
  - YNW Melly, rapper e compositor norte-americano.
  - Tiffany Stratton, lutadora profissional norte-americana.
- 2000 — Duquesa, cantora e compositora brasileira.

### Século XXI
- 2002 — David Vidales, automobilista espanhol.
- 2003 — Lizzy Greene, atriz estadunidense.
- 2004 — Charli D'Amelio, atriz, dançarina e dubladora norte-americana.
- 2005 — Linda Fruhvirtová, tenista tcheca.
- 2008 — Clara Galinari, atriz brasileira.

## Mortes

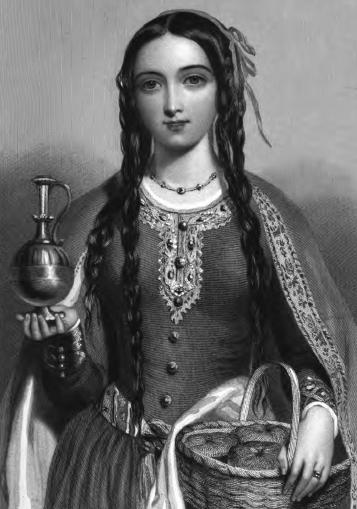
Edite da Escócia

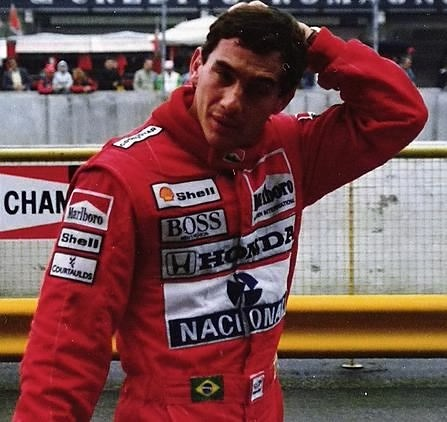
Ayrton Senna

### Anteriores ao século XIX
- 0408 — Arcádio, imperador bizantino (n. 377).
- 1118 — Edite da Escócia, rainha consorte da Inglaterra (n. 1080).
- 1256 — Beata Mafalda de Portugal (n. 1195).
- 1277 — Estêvão Uresis I, rei da Sérvia (n. 1223).
- 1555 — Papa Marcelo II (n. 1501).
- 1572 — Papa Pio V (n. 1504).
- 1741 — Elizabeth Felton, Condessa de Bristol (n. 1676).

### Século XIX
- 1860 — Anders Sandøe Ørsted, político e jurista dinamarquês (n. 1778).
- 1873 — David Livingstone, missionário e explorador britânico (n. 1813).
- 1883 — Qorpo Santo, dramaturgo brasileiro (n. 1829).
- 1895 — John Newton, oficial norte-americano (n. 1822).

### Século XX
- 1904 — Antonín Dvořák, compositor checo (n. 1841).
- 1920 — Margarida de Connaught (n. 1882).
- 1928 — Jacques Schneider, balonista, aviador e empresário francês (n. 1879).
- 1935 — Henri Pélissier, ciclista francês (n. 1889).
- 1939 — Bautista Saavedra Mallea, escritor e político boliviano (m. 1870).
- 1945
  - Joseph Goebbels, político alemão (n. 1897).
  - Magda Goebbels, esposa de Joseph Goebbels (n. 1901).
- 1946 — Bill Johnston, tenista norte-americano (n. 1894).
- 1949 — Josep Maria Jujol, arquiteto e escultor espanhol (n. 1879).
- 1955 — Mike Nazaruk, automobilista norte-americano (n. 1921).
- 1958 — Oscar Torp, político norueguês (n. 1893).
- 1964 — Gustav-Adolf von Zangen, militar alemão (n. 1892).
- 1965 — Spike Jones, ator e músico norte-americano (n. 1911).
- 1977 — Antero de Oliveira, ator brasileiro (n. 1931).
- 1978 — Aram Khachaturian, compositor armênio (n. 1903).
- 1979 — Sérgio Fleury, policial brasileiro (n. 1933).
- 1989 — Francisco Borja do Amaral, religioso brasileiro (n. 1898).
- 1990
  - Zé Trindade, ator, músico e poeta brasileiro (n. 1915).
  - Djalma Dias, futebolista brasileiro (n. 1939).
- 1993 — Pierre Bérégovoy, político francês (n. 1925).
- 1994 — Ayrton Senna, automobilista brasileiro (n. 1960).
- 1997 — Bo Widerberg, cineasta sueco (n. 1930).
- 1999
  - Joel Ivo Catapan, bispo brasileiro (n. 1927).
  - Brian Shawe-Taylor, automobilista britânico (n. 1915).
- 2000 — Cláudio Christovam de Pinho, futebolista brasileiro (n. 1922).

### Século XXI
- 2003 — Miss Elizabeth, lutadora norte-americana (n. 1960).
- 2006
  - Calasans Neto, artista plástico brasileiro (n. 1932).
  - Big Hawk, rapper norte-americano (n. 1969).
- 2008 — Paulo Amaral, técnico de futebol e preparador físico brasileiro (n. 1923).
- 2010 — Helen Wagner, atriz norte-americana (n. 1918).
- 2013 — Pierre Pleimelding, futebolista e treinador de futebol francês (n. 1952).
- 2014 — Rodolfo Konder, jornalista, escritor e tradutor brasileiro (n. 1938).
- 2015 — María Elena Velasco, atriz mexicana (n. 1940).
- 2019 — Dinko Dermendzhiev, futebolista e treinador de futebol búlgaro (n. 1941).
- 2020 — Ruy Fausto, filósofo e professor universitário brasileiro (n. 1935).
- 2021 — Olympia Dukakis, atriz norte-americana (n. 1931).
- 2024 — Erik Jayme, jurista alemão (n. 1934).
- 2025 — Nana Caymmi, cantora e compositora brasileira (n. 1941).

## Feriados e eventos cíclicos
- Dia Mundial do Trabalhador

### Brasil
- Dia da Literatura Brasileira

### Cristianismo
- Brioco
- Isadora de Tabennisi
- Jeremias
- José, o Operário
- Noite de Santa Valburga
- Sigismundo da Borgonha

## Outros calendários
- No calendário romano era o dia das calendas de maio.
- No calendário litúrgico tem a letra dominical B para o dia da semana.
- No calendário gregoriano a epacta do dia é xxviii.